# CYCLE (CHERRYBLOSSOMの曲)
「CYCLE」（サイクル）は、CHERRYBLOSSOMの3rdシングル。2008年7月30日にポニーキャニオンより発売。

## 概要
表題曲の「CYCLE」は、テレビ東京系テレビアニメ『家庭教師ヒットマンREBORN!』の9thエンディングテーマに使用された。同アニメにタイアップされたのはメジャーデビューシングル「DIVE TO WORLD」以来で、2回目のタイアップである。同アニメのエンディングテーマとして使われるのは、今作が初。

## 収録曲
| 全編曲: CHERRYBLOSSOM。 |                     |           |           |       |
| #                       | タイトル            | 作詞      | 作曲      | 時間  |
| 1.                      | 「CYCLE」           | MEEKO     | MEEKO     | 4:10  |
| 2.                      | 「紙飛行機」        | MAICO     | KUPPA     | 4:48  |
| 3.                      | 「BIG DEAL」        | MAICO     | KUPPA     | 3:51  |
| 4.                      | 「CYCLE -KARAOKE-」 |           |           | 4:10  |
| 合計時間:               | 合計時間:           | 合計時間: | 合計時間: | 16:59 |

## 収録アルバム
- GO!（#1）
- COMPLETE BEST CHERRYBLOSSOM（#1）